# Scriptio continua

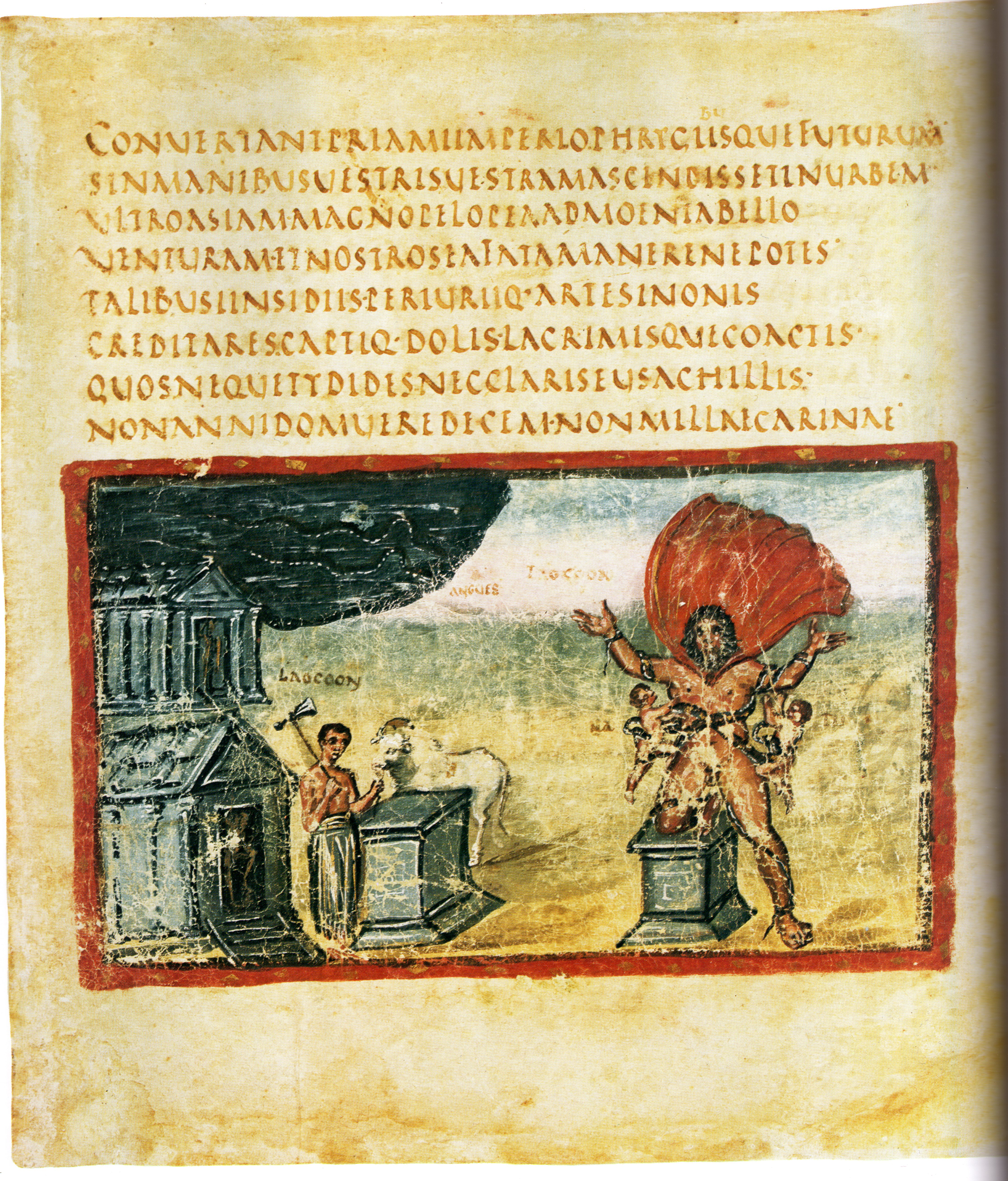
Virgile, Enéide, chant II, vers 191-198, épisode du cheval de Troie, discours du traître Sinon :
CONUERTANT PRIAMI IMPERIO PHRYGII(BU)SQUE FUTURUM /
SIN MANIBUS UESTRIS UESTRAM ASCENDISSET IN URBEM /
VLTRO ASIAM MAGNO PELOPEA AD MOENIA BELLO /
VENTURAM ET NOSTROS EA FATA MANERE NEPOTES /
TALIBUS INSIDIIS PERIURIIQ. ARTE SINONIS /
CREDITA RES CAPTIQ. DOLIS LACRIMISQUE COACTIS /
QUOS NEQUE TYDIDES NEC CLARISEUS ACHILLIS /
NON ANNI DOMUERE DECEM NON MILLAE CARINAE /
(Vergilius Vaticanus), exemple de scriptio continua avec une enluminure illustrant l'épisode suivant de Laocoon.

La scriptio continua (expression latine pour « écriture continue »), également nommée scriptura continua, est un type d'écriture ininterrompue utilisé couramment dans la civilisation étrusque comme dans l'Antiquité gréco-romaine.

## Description
La scriptio continua se caractérise par son absence de ponctuation, d'espaces et de séparation entre les mots ou les phrases. Elle ne comporte pas non plus de point médian ni de signes diacritiques et les lettres sont toutes de même format, à l'inverse du système bicaméral. C'est au lecteur de rétablir les coupures lorsqu'il prononce les phrases.
Un grand nombre de manuscrits anciens, dont le Codex Sinaiticus, sont en scriptio continua.
La scriptio continua étant peu déchiffrable d'une manière immédiate, elle nécessite la lecture à voix haute pour être intelligible. La parole devient alors une aide à la compréhension. Alberto Manguel relève que Cicéron et Augustin d'Hippone devaient répéter leurs textes avant de les lire à haute voix.
En Occident, ce système est resté en usage jusqu'aux IXe et Xe siècles, notamment dans les textes en gotique. L'étude des manuscrits irlandais et anglo-saxons permet de situer les premières segmentations aux VIIe et VIIIe siècles. C'est à cette époque que les moines copistes irlandais abandonnent l'écriture continue en adoptant les critères morphologiques qu'ils avaient trouvés dans les analyses des grammairiens (ponctuation, espaces) et des mises en page spécifiques (ornementation des initiales, lettres historiées, enluminures),.

## Galerie

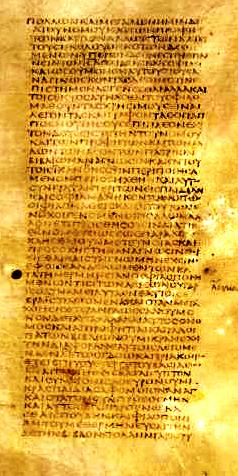
Le Codex Sinaiticus, en grec, scriptio continua (Siracide, 1).
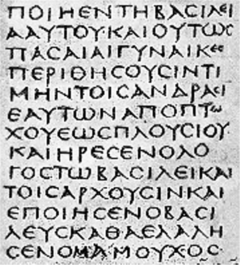
Le Codex Sinaiticus, en grec, scriptio continua (Esther, 1:20).
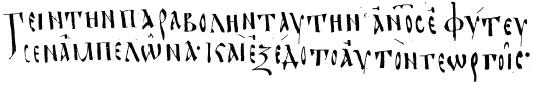
Le Codex Cyprius, en grec, scriptio continua (Luc, 20:9)
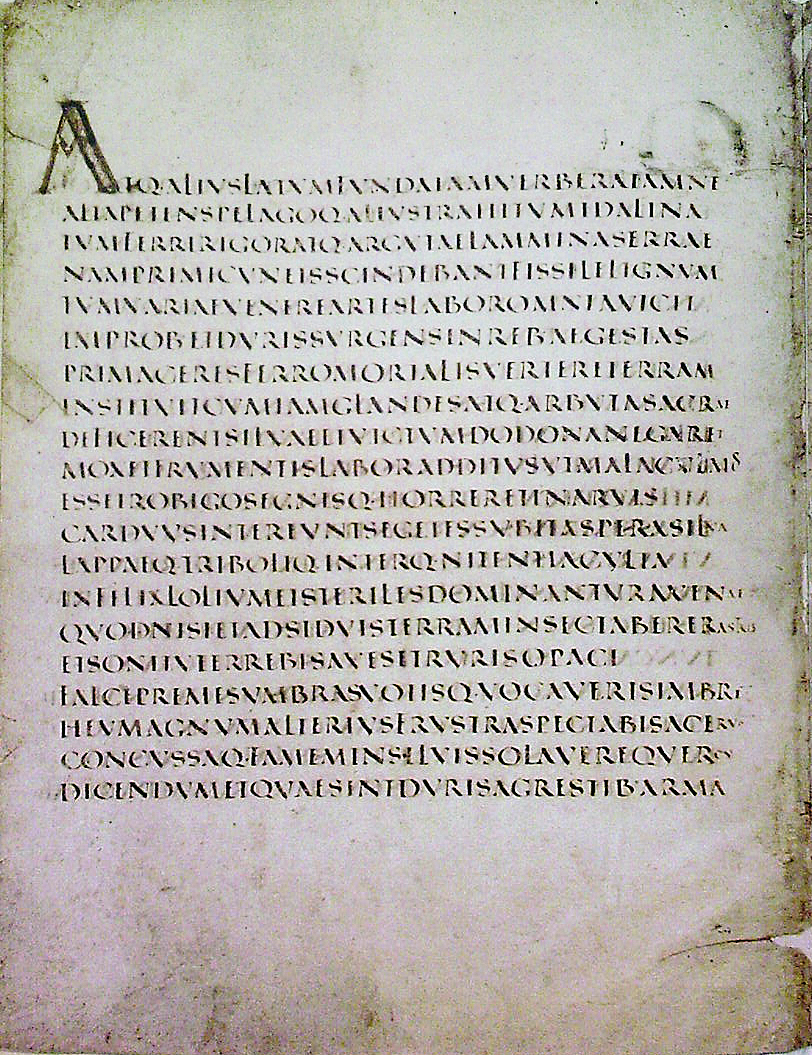
Virgile, Géorgiques (Vergilius Augusteus), 141ff, capitale romaine et scriptio continua
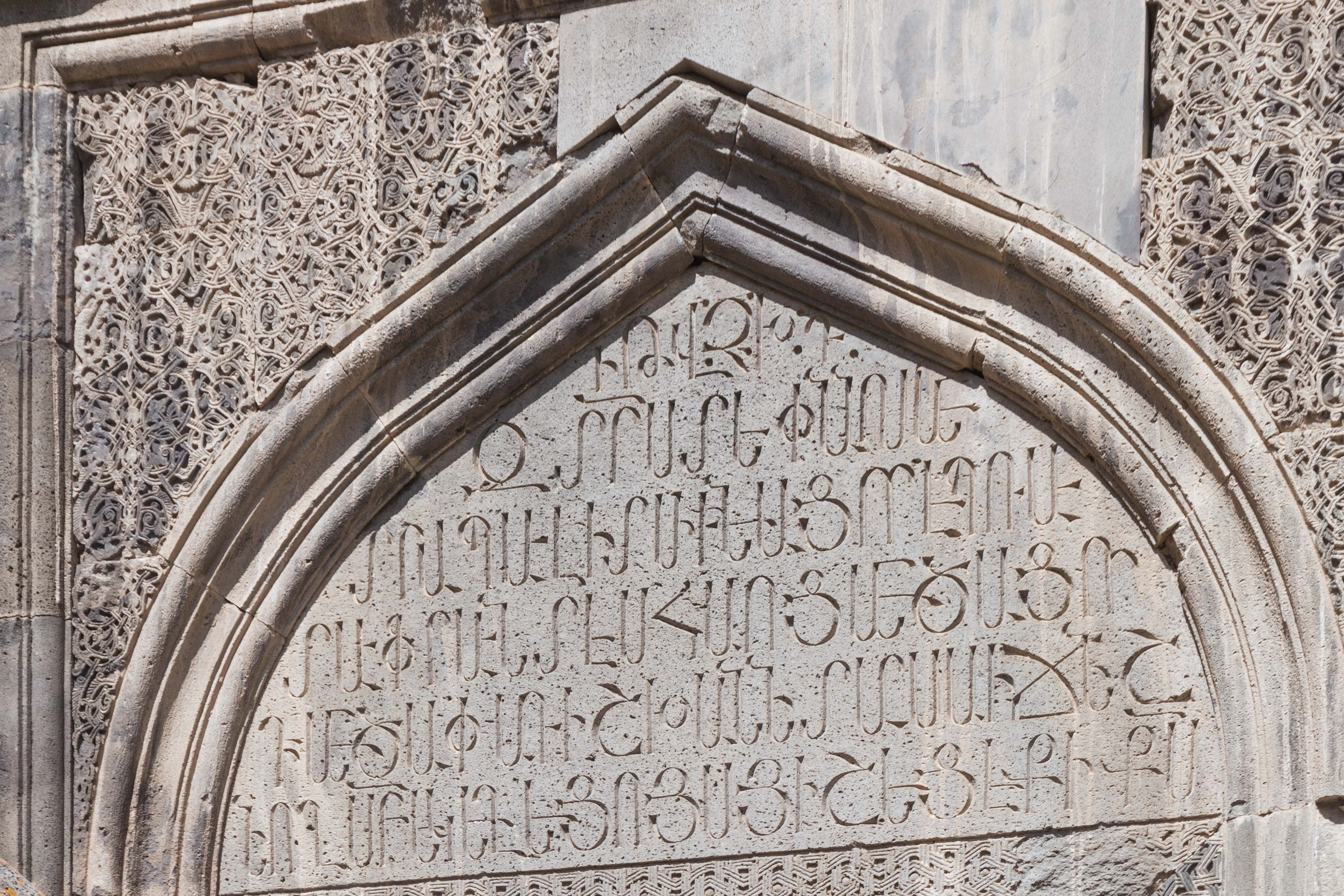
Inscription en scriptio continua, monastère arménien de Tatev.